# Госпа од Милости
Госпе од Милости, је једно од три острва у јединственом низу острва у Тиватском заливу Боке которске, познатијих као кртољски архипелаг, испред највећег острва Боке, св. Марка, који мештани од давнина називају Оток (острво) или Госпа. Дужина Отока је око 160 метара а ширина шездесетак метара. Удаљен је од обале око 800 метара. На северној и западној страни дубина мора је мања од једног метра, док на јужној страни могу пристајати и већи бродови. На острву се налази црква Госпа од Милости посвећена зачећу Св. Богородице. На цркву се, јужно, надовезује самостанска стамбена зграда исте висине. Цркву и зграду према западу, где су две ниже зграде са терасом, повезује на јужној страни високи зид, а на северној клаустор, који омеђују унутрашње двориште од неких 400 m². Изван овог простора налази се врт са зградама новијег датума, а то је, опет, све затворено зидовима од камена од спољног простора. Уз море су бетонске стазе погодне за шетњу и сунчање.
Пространа црква и самостан настали су у другој половини XV века. Ту су се прво настанили свештеници који су хели да живе повучено од света, али убрзо их је црквена власт придружила конгрегацији целестинаца који су попримили бенедиктинско правило живота. У самостан се, 1524. године усељавају фрањевци, који ту делују све до 1800 г. када напуштају Оток. Тада которски бискуп одређује два свештеника да чувају светиште и преузму управу две кртољске жупе - Богишићи и Крашићи. Црква, једнобродна грађевина са звоником прислоњеним на њу, је обновљена 1900. године заслугом которског бискупа Франа Ућелинија.
31.12.1738. Сава Петровић Његош се провидуру жали на фратре са отока под Кртоле јер православну вљеру псују, муче христијане и кршћане, пук муте. Објашњава му да ту од старине није било ни једног католика, а сада има и латина. Правда се да нијесмо ни ми погани, нијесмо Турци.
Лазар Томановић ово место зове Господа од Отока или просто Оток. Наводи да је ту био манастир католички, кога је у почетком 19. века гром разрушио, и тада је ту живео један старац који је отварао цркву и чувао развалине. 